# М'якохвіст перуанський
М'якохві́ст перуанський (Phacellodomus dorsalis) — вид горобцеподібних птахів родини горнерових (Furnariidae). Ендемік Перу.

## Опис
Довжина птаха становить 19-21 см. вага 33-39 г. Виду не притаманний статевий диморфізм. Над очима сірувато-коричневі "брови", від дзьоба до очей ідуть темно-коричневі смуги, скроні попелясто-коричневі. Тім'я темно-сіро-коричневе, поцятковане рудими смужками. Верхня частина тіла сірувато-коричнева, надхвістя каштанове, гузка сірувато-коричнева. Верхні покривні пера хвоста рудувато-коричневі. Покривні пера крил тьмяно-коричневі з рудуватими краями. Хвіст східчастий, стернові пера рудувато-коричневі, центральні стернові пера каштанові. Горло і нижня частина тіла білуваті, груди поцятковані рудуватими плямками, боки мають рудуватий відтінок. Очі сірі, дзьоб зверху темно-оливковий або темно-роговий, знизу сріблястий або оливково-сірий, лапи сірі або сизі.

## Поширення і екологія
Перуанські м'якохвости мешкають на північному заході Перу, на східних схилах Західного хребта Анд, у верхів'ях річки Мараньйон в регіонах Кахамарка і Ла-Лібертад. Вони живуть в густих і колючих високогірних чагарникових заростях з поодинокими деревами Acacia macracantha. Зустрічаються поодинці або парами, на висоті від 2000 до 3100 м над рівнем моря. Живляться комахами та іншими безхребетними. Гніздяться у великих, циліндричної форми гніздах, які роблять з гілок і розміщують на деревах.

## Збереження
МСОП класифікує стан збереження цього виду як близький до загрозливого. За оцінками дослідників, популяція перуанських м'якохвостів становить від 6 до 15 тисяч птахів. Їм загрожує знищення природного середовища.